# Страцімир Балшич
Страцімир Балшич (*серб. Страцимир Балшић, д/н —15 січня 1373) — господар Зети у 1362—1373 роках (спільно з братом Джураджем I).

## Життєпис

### Молоді роки
Походив з династії Балшичів. Старший син Балши I, князя Зети. Про дату народження Страцімира замало відомостей. Ймовірно зі старшим братом Страцімиром допомагав батькові у боротьбі за владу в приморській Зеті, згодом звитяжив у захопленні узбережжя Скадарського моря. 1361 разом з батьком і братами став громадянином Дубровницької республіки, у 1362 року — Венеції.
У 1362 році Страцімир разом з братами переміг та вбив Джураша Ілліча (засновника династії Црноєвичів), правителя Верхньої Зети, і приєднав його землі до володінь Балшичів.

### Панування
Незабаром після цього помер Балша I, і Страцімир разом з братами Джураджем і Балшою Молодшим розділив владу в Зеті. Серед дослідників точаться дискусії стосовно того, хто був старшим правителем. Іноді таким називають Джураджа, а Страцімира вважають його співправителем.
Прагнучи приєднати інші Дуклянські землі, 1363 року Страцімир разом з Джураджем I спробували підкорити Котор, але вони зіткнулися з протидією албанського правителя Карла Топія. Навесні 1364 року війська Зети зазнали поразки, Джурадж Балшич зазнав поразки. Протягом 1364—1366 років Страцімир керував Зетою.
Після повернення брата 1368 року, Страцімир знову розділив з ним владу над князівством Зета. Намагаючись здобути підтримку папи римського Урбана V, Страцімир разом з Джураджем перейшов на католицтво.
Протягом 1368—1369 років разом з братом намагався підкорити Котор, але невдало. В подальшому допомагав братові у боротьбі з родом Алтомановичів, що завершилася перемогою 1371 року. Незабаром після цього Страцімир постригся в ченці. Він помер 15 січня 1373 року.

## Родина
1. Дружина — Ірина, донька Прогона Дукліна
дітей не було
2. Дружина — Міліца, донька Вукаша Мрнявчевича, король сербів в Македонії
Діти:
- Джурадж (1385—1403), князь у 1385—1403 роках
- Гойко (д/н- до 1372)
- Іваніш (д/н- до 1372)